# Шеггедал
Шеггедал (норв. Skjeggedal) — невелике село в муніципалітеті Улленсванг у фюльке Вестланн, Норвегія. Село розташоване на північному березі озера Ветлеватнет, приблизно за 5 км (3,1 милі) на північний схід від села Тюсседал (Tyssedal) і приблизно за 10 км (6,2 милі) на північний захід від міста Одда. Село в основному складається з котеджів та великої гідроелектростанції біля великої греблі Рінгедалс на озері Рінгедалсватнет.